# James Widdoes
James Widdoes est un producteur délégué, réalisateur et acteur américain né le 15 novembre 1953 à Pittsburgh (Pennsylvanie).

## Filmographie

### En tant que réalisateur
Séries télévisées
- 1988 : Raising Miranda (saison 1, épisodes 4, 6, 8 et 9)
- 1992 : Vinnie & Bobby (saison 1, épisodes 1, 2, 3 et 5)
- 1994 : Wild Oats (saison 1, épisode 1)
- 1998 : Getting Personal (saison 1, épisode 1)
- 2000 : Ma famille d'abord (saison 1, épisodes 2-6)
- 2001 : Reba (saison 1, épisode 1)
- 2001 : Macho Man (saison 1)
- 2001 : Ma famille d'abord (saison 2)
- 2001 : Un gars du Queens (saison 4, épisode 1)
- 2002 : Touche pas à mes filles (saison 1)
- 2003 : The Mayor
- 2003 : All About the Andersons
- 2003 : Touche pas à mes filles (saison 2)
- 2004 : Touche pas à mes filles (saison 3)
- 2005 : Wins (saison 1)
- 2005-2015 : Mon oncle Charlie
- 2006 : Pour le meilleur et pour le pire (saison 1)
- 2007 : The Bill Engvall Show
- 2007 : Pour le meilleur et pour le pire (saison 2)
- 2008 : Pour le meilleur et pour le pire (saison 3, épisodes 4-6)
- 2009 : Pour le meilleur et pour le pire (saison 4, épisode 4, 10 et 26)
- 2012 : Sullivan and Son (saison 1, épisodes 3-5)
- 2012 : Men at Work (saison 1, épisodes 3-4)
- 2013 : Mom (saison 1, épisodes 5, 8, 17 et 21)
- 2013 : Do It Yourself (saison 1)
- 2014 : Mom (saison 2, épisodes 19-22)
- 2014 : Sullivan and Son (saison 3, épisode 5)
- 2015 : Mom (saison 3)

### En tant qu'acteur
Cinéma
- 1978 : American College : Robert Hoover

Séries télévisées
- 1982 : Les Enquêtes de Remington Steele (saison 1, épisode 19) : Claude Vandermeer
- 1984 : Charles s'en charge (saison 1) : Stan Pembroke
- 2001 : Ma famille d'abord (saison 2, épisodes 2-11)

### En tant que producteur délégué
Sériés télévisées
- 2002 : Macho Man
- 2003 : Touche pas à mes filles
- 2003 : All About the Andersons
- 2007 : The Bill Engvall Show